# Randy Savage
Randy Mario Poffo (15. listopadu 1952 – 20. května 2011), lépe znám pod svým ringovým jménem „Macho Man“ Randy Savage, byl americký profesionální wrestler a příležitostný komentátor nejlépe znám pro své působení ve World Wrestling Federation (WWE) a World Championship Wrestling (WCW). Celkem za svou wrestlingovou kariéru držel 20 titulů. Ve WWF a WCW držel šest světových titulů, dva WWF šampionáty a čtyři WCW šampionáty v těžké váze. Držel také třikrát ICW Světový šampionát v těžké váze a jednou USWA Sjednocený světový šampionát v těžké váze. Byl také WWF Mezinárodním šampionem a WWE ho jmenovala jedním z nejlepších šampionů všech dob. V roce 1987 se Savage vyhrál WWF King of the Ring a v roce 1995 WCW World War 3.
Ve WWF i WCW mu byla manažerkou jeho manželka v reálném životě, "Miss Elizabeth" Huletteová. Mezi fanoušky byl poznatelný výrazným, hlubokým a chraplavým hlasem, svým ringovým oblečením, vystavovanou intenzitou v ringu i mimo něj a svou frází „Ooh yeah!“. Savage zemřel na srdeční arytmii zatímco jel autem se svou druhou ženou Barbarou Lynn Payeovou do Seminole na Floridě, ráno dne 20. května 2011.
Roku 2015 byl uveden do WWE/WWF Hall of Fame.

## Ve wrestlingu
- Ukončovací chvaty
  - Diving elbow drop
  - Flying Elbow Drop, aka Savage Elbow Drop
- Další chvaty
  - Atomic drop
  - Chokehold
  - Diving crossbody
  - Diving double axe handle
  - Hair-pull hangman
  - High knee
  - Jumping knee drop
  - Lariat takedown
  - Piledriver
  - Scoop slam
  - Snake Eyes
  - Snapmare
  - Various elbow strikes
  - Vertical suplex
- Přezdívky
  - Macho King (WWF)
  - Destroyer (Lexington)
  - Executioner (ICW)
  - Spider (Indies)
  - Mr. Madness (WWF)
- Manažeři
  - Angelo Poffo
  - Miss Elizabeth
  - Jimmy Hart
  - Sensational Sherri / Queen Sherri
  - Gorgeous George
  - Tým Madness (Gorgeous George, Madusa a Miss Madness)
- Získané tituly
- WWF Intercontinental Championship (1krát)
- WWF World Heavyweight Championship (2krát)
- King of the Ring (1987)
- WWF World Heavyweight Championship Tournament (1988)
- WWE Hall of Fame (2015)
- AWA Southern Heavyweight Championship (2krát)
- CWA International Heavyweight Championship (1krát)
- NWA Mid-America Heavyweight Championship (3krát)
- GPW International Heavyweight Championship (2krát)
- NWA Gulf Coast Tag Team Championship (1krát)
- ICW World Heavyweight Championship (3krát)
- USWA Unified World Heavyweight Championship (1krát)
- WCW World Heavyweight Championship (4krát)
- World War 3 (1995)
- WWC North American Heavyweight Championship (1krát)